# Serie B 2006-2007 (calcio femminile)
L'edizione 2006-2007 è stata la trentottesima edizione del campionato di Serie B femminile italiana di calcio.
Vi hanno partecipato 60 squadre divise in cinque gironi. Il regolamento prevede che la vincitrice di ogni girone venga promossa in Serie A2, mentre le ultime tre classificate vengono relegate ai rispettivi campionati regionali di Serie C.

## Stagione
Variazioni prima dell'inizio del campionato:
cambi di denominazione:
- da "Calcio Femminile Bogliasco" a "Calcio Femminile Bogliasco Pieve",
- da "Pol. Fortitudo Mozzecane" ad "A.S.D. Fortitudo Mozzecane C.F.",
- da "Gordige Calcio Ragazze" ad "A.S.D. Gordige Calcio Ragazze"
- da "F.C. Femminile Juventus 1978" ad "A.S.D. Femminile Juventus Torino",
- da "A.D. Decimum Lazio Femminile" a "S.S. Lazio C.F.",
- da "C.F. Marsala" ad "A.S.D. C.F. Marsala"
- da "A.C.F. Quart Le Violette" ad "A.C.F. Aosta Le Violette",
- da "A.C.D. Real Ronzani Vicenza" ad "A.C.D. Valbruna Vicenza",
- da "A.C. San Gregorio Femminile" ad "A.S.D. A.C. Femminile L'Aquila",
- da "A.C.F.D. Senese San Gusme" ad "A.S.D. Siena C.F.",
- da "A.C.F. Virtus Torre Pedrera" ad "A.C.D.F. Virtus Romagna";

nuova affiliazione:
- A.S.D. Exto Scledum 06;

rinunce:
- A.C.F. Gravina[3],
- A.C.D. Guidonia Femminile[3],
- A.S. Queen Pescara Femminile[3],
- A.S.D.C. Scledum 93,
- A.C.D. Settimo,

## Girone A

### Squadre partecipanti
| Club                             | Città          | Stagione 2005-2006      |
| -------------------------------- | -------------- | ----------------------- |
| A.S.D. C.F. Alghero              | Alghero        | 5º posto in Serie B/C   |
| A.C.F. Aosta Le Violette         | Aosta          | 4º posto in Serie B/A   |
| C.F. Bogliasco Pieve             | Bogliasco      | in Serie C Liguria      |
| A.C.F. Brescia Femminile         | Brescia        | 10º posto in Serie A2/A |
| C.S.D. Franciacorta              | Erbusco        | in Serie C Lombardia    |
| A.S.D. Femminile Juventus Torino | Torino         | 6º posto in Serie B/A   |
| A.C.F. Levante Chiavari 1989     | Chiavari       | 3º posto in Serie B/A   |
| F.C.F. Mozzanica                 | Mozzanica      | 2º posto in Serie B/B   |
| A.S. Multedo 1930                | Genova Multedo | 5º posto in Serie B/A   |
| U.S. Sarzanese C.F.              | Sarzana        | 8º posto in Serie B/A   |
| G.S.F. Spezia                    | La Spezia      | 7º posto in Serie B/A   |
| S.P. Virtus Fossano A.S.D.       | Fossano        | in Serie C Piemonte     |

### Classifica finale
|  | Pos. | Squadra           | Pt | G  | V  | N | P  | GF | GS | DR  |
|  | ---- | ----------------- | -- | -- | -- | - | -- | -- | -- | --- |
|  | 1.   | Brescia           | 55 | 22 | 17 | 4 | 1  | 65 | 13 | +52 |
|  | 2.   | Mozzanica         | 49 | 22 | 15 | 4 | 3  | 68 | 21 | +47 |
|  | 3.   | Multedo 1930      | 41 | 22 | 12 | 5 | 5  | 40 | 28 | +12 |
|  | 4.   | Franciacorta      | 36 | 22 | 12 | 3 | 8  | 38 | 46 | -8  |
|  | 5.   | Virtus Fossano    | 33 | 22 | 8  | 9 | 5  | 27 | 19 | +8  |
|  | 6.   | Aosta Le Violette | 30 | 22 | 8  | 6 | 8  | 41 | 34 | +7  |
|  | 6.   | Juventus Torino   | 30 | 22 | 8  | 6 | 8  | 42 | 39 | +3  |
|  | 6.   | Alghero           | 30 | 22 | 9  | 3 | 10 | 39 | 39 | 0   |
|  | 9.   | Bogliasco Pieve   | 23 | 22 | 6  | 5 | 11 | 32 | 43 | -11 |
|  | 10.  | Entella           | 22 | 22 | 6  | 4 | 12 | 23 | 39 | -16 |
|  | 11.  | Sarzanese         | 19 | 22 | 4  | 7 | 11 | 25 | 41 | -16 |
|  | 12.  | Spezia            | 0  | 22 | 0  | 0 | 22 | 8  | 86 | -78 |

Legenda:
      Promossa in Serie A2
      Retrocessa in Serie C
Note:
Tre punti a vittoria, uno a pareggio, zero a sconfitta.

## Girone B

### Squadre partecipanti
| Club                           | Città                    | Stagione 2005-2006             |
| ------------------------------ | ------------------------ | ------------------------------ |
| S.S.V. Brixen                  | Bressanone               | in Serie C Trentino/Alto Adige |
| A.S.D. Exto Scledum 06         | Schio                    | -                              |
| A.C.F.D. Graphistudio Campagna | Maniago                  | 6º posto in Serie B/C          |
| S.S. Gruppo A Calcio           | Olbia                    | in Serie C Sardegna            |
| A.S.D. Laghi                   | Tezze sul Brenta         | 3º posto in Serie B/C          |
| A.C. Femminile Mestre 1999     | Mestre                   | 7º posto in Serie B/C          |
| A.S.D. Primizie Paris Belluno  | Belluno                  | 3º posto in Serie B/C          |
| A.C.F.D. San Martino           | San Martino Buon Albergo | in Serie C Veneto              |
| A.S.D. Tenelo Club Rivignano   | Rivignano                | 11º posto in Serie A2/B        |
| A.C.D. Valbruna Vicenza        | Vicenza                  | 3º posto in Serie B/B          |
| Vicenza C.F.                   | Vicenza                  | 6º posto in Serie B/B          |
| S.V. Vintl                     | Vintl/Vandoies           | 5º posto in Serie B/B          |

### Classifica finale
|  | Pos. | Squadra                | Pt | G  | V  | N | P  | GF | GS | DR  |
|  | ---- | ---------------------- | -- | -- | -- | - | -- | -- | -- | --- |
|  | 1.   | Graph. Campagna        | 49 | 22 | 15 | 4 | 3  | 52 | 16 | +36 |
|  | 2.   | Vintl                  | 49 | 22 | 15 | 4 | 3  | 48 | 12 | +36 |
|  | 3.   | Valbruna Vicenza       | 43 | 22 | 13 | 4 | 5  | 61 | 37 | +24 |
|  | 4.   | Mestre 1999            | 41 | 22 | 11 | 8 | 3  | 53 | 32 | +21 |
|  | 5.   | Primizie Paris Belluno | 35 | 22 | 10 | 5 | 7  | 35 | 31 | +4  |
|  | 6.   | San Martino            | 33 | 22 | 10 | 3 | 9  | 40 | 29 | +11 |
|  | 7.   | Vicenza                | 30 | 22 | 9  | 3 | 10 | 30 | 40 | -10 |
|  | 8.   | Laghi                  | 25 | 22 | 6  | 7 | 9  | 31 | 45 | -14 |
|  | 9.   | Exto Scledum 06        | 20 | 22 | 4  | 8 | 10 | 31 | 41 | -10 |
|  | 10.  | Gruppo A Calcio        | 19 | 22 | 5  | 4 | 13 | 19 | 45 | -26 |
|  | 11.  | Brixen OBI             | 11 | 22 | 2  | 5 | 15 | 19 | 40 | -21 |
|  | 11.  | Tenelo Club Rivignano  | 11 | 22 | 2  | 5 | 15 | 17 | 68 | -51 |

Legenda:
      Promossa in Serie A2
      Retrocessa in Serie C
Note:
Tre punti a vittoria, uno a pareggio, zero a sconfitta.

### Spareggio promozione
|                 | Risultati |       | Luogo e data                  |
| --------------- | --------- | ----- | ----------------------------- |
| Graph. Campagna | 1 - 0     | Vintl | San Bonifacio, 27 maggio 2007 |
|                 |           |       |                               |

## Girone C

### Squadre partecipanti
| Club                            | Città                  | Stagione 2005-2006        |
| ------------------------------- | ---------------------- | ------------------------- |
| A.S.D. Castelvecchio            | Savignano sul Rubicone | 5º posto in Serie B/C     |
| A.S.D. Cervia 1920              | Cervia                 | 2º posto in Serie B/D     |
| S.S. Futsal Fabriano A.S.D.     | Fabriano               | 5º posto in Serie B/E     |
| A.S.D. Fortitudo Mozzecane C.F. | Villafranca di Verona  | 8º posto in Serie B/B     |
| Pol. Galileo Giovolley A.S.D.   | Reggio Emilia          | in Serie C Emilia-Romagna |
| A.S.D. Gordige Calcio Ragazze   | Cavarzere              | 8º posto in Serie B/C     |
| A.P.D. E.D.P. Jesina Femminile  | Jesi                   | 3º posto in Serie B/D     |
| Pol.D. Julia Spello             | Spello                 | 9º posto in Serie B/D     |
| A.C.F. Livorno                  | Livorno                | 2º posto in Serie B/A     |
| A.C. Montale 2000 A.S.D.        | Montale Rangone        | 6º posto in Serie B/B     |
| A.S.D. Siena C.F.               | Siena                  | in Serie C Toscana        |
| A.C.D.F. Virtus Romagna         | Rimini                 | 7º posto in Serie B/D     |

### Classifica finale
|  | Pos. | Squadra             | Pt | G  | V  | N | P  | GF | GS  | DR  |
|  | ---- | ------------------- | -- | -- | -- | - | -- | -- | --- | --- |
|  | 1.   | Cervia              | 49 | 22 | 16 | 1 | 5  | 53 | 18  | +35 |
|  | 2.   | L.F. Jesina         | 47 | 22 | 14 | 5 | 3  | 44 | 17  | +27 |
|  | 3.   | Livorno             | 43 | 22 | 13 | 4 | 5  | 44 | 30  | +14 |
|  | 4.   | Galileo Giovolley   | 42 | 22 | 13 | 3 | 6  | 49 | 32  | +17 |
|  | 5.   | Montale 2000        | 41 | 22 | 13 | 2 | 7  | 64 | 30  | +34 |
|  | 5.   | Virtus Romagna      | 41 | 22 | 13 | 2 | 7  | 61 | 43  | +18 |
|  | 7.   | Castelvecchio       | 30 | 22 | 9  | 3 | 10 | 54 | 46  | +8  |
|  | 8.   | Fortitudo Mozzecane | 26 | 22 | 7  | 5 | 10 | 38 | 39  | -1  |
|  | 8.   | Gordige             | 26 | 22 | 7  | 5 | 10 | 34 | 39  | -5  |
|  | 10.  | Siena               | 19 | 22 | 5  | 4 | 13 | 36 | 56  | -20 |
|  | 11.  | Julia Spello        | 12 | 22 | 4  | 0 | 18 | 32 | 69  | -37 |
|  | 12.  | Futsal Fabriano     | 3  | 22 | 1  | 0 | 21 | 21 | 111 | -90 |

Legenda:
      Promossa in Serie A2
      Retrocessa in Serie C
Note:
Tre punti a vittoria, uno a pareggio, zero a sconfitta.

## Girone D

### Squadre partecipanti
| Club                             | Città                | Stagione 2005-2006      |
| -------------------------------- | -------------------- | ----------------------- |
| A.S.D. Ariete C.F.               | Cepagatti            | 4º posto in Serie B/E   |
| A.C. Femminile Barletta          | Barletta             | 5º posto in Serie B/E   |
| A.C.D. Femminile Campobasso      | Campobasso           | 5º posto in Serie B/E   |
| A.S.D. Domoconfort Lecce         | Cavallino            | 2º posto in Serie B/E   |
| A.S. Girls Roseto                | Roseto degli Abruzzi | 12º posto in Serie A2/B |
| A.S.D. A.C.F. L'Aquila           | L'Aquila             | 3º posto in Serie B/E   |
| A.S.D. Multimarche Montecassiano | Montecassiano        | 6º posto in Serie B/D   |
| Picenum C.F.                     | Castel di Lama       | 7º posto in Serie B/D   |
| A.C.F. Porto Sant'Elpidio        | Porto Sant'Elpidio   | 9º posto in Serie B/E   |
| A.S.D. Real Marsico              | Marsico Nuovo        | in Serie C              |
| A.S.D. Sessano Femminile         | Isernia              | in Serie C              |
| A.S.D. Vis Francavilla Fontana   | Francavilla Fontana  | in Serie C Puglia       |

### Classifica finale
|  | Pos. | Squadra                   | Pt | G  | V  | N | P  | GF | GS  | DR  |
|  | ---- | ------------------------- | -- | -- | -- | - | -- | -- | --- | --- |
|  | 1.   | Vis Francavilla F.        | 58 | 22 | 19 | 1 | 2  | 81 | 20  | +61 |
|  | 2.   | Domoconfort Lecce         | 47 | 22 | 15 | 2 | 5  | 75 | 27  | +48 |
|  | 3.   | Picenum                   | 47 | 22 | 14 | 5 | 3  | 50 | 26  | +24 |
|  | 4.   | L'Aquila                  | 40 | 22 | 12 | 4 | 6  | 56 | 32  | +24 |
|  | 5.   | Ariete                    | 38 | 22 | 11 | 5 | 6  | 63 | 35  | +28 |
|  | 6.   | Porto Sant'Elpidio        | 34 | 22 | 10 | 4 | 8  | 45 | 38  | +7  |
|  | 7.   | Campobasso                | 31 | 22 | 10 | 1 | 11 | 38 | 37  | +1  |
|  | 8.   | Sessano                   | 30 | 22 | 9  | 3 | 10 | 41 | 33  | +8  |
|  | 9.   | Multimarche Montecassiano | 27 | 22 | 8  | 3 | 11 | 34 | 43  | -9  |
|  | 10.  | Real Marsico              | 14 | 22 | 3  | 5 | 14 | 33 | 69  | -36 |
|  | 11.  | Girls Roseto              | 8  | 22 | 2  | 2 | 18 | 21 | 88  | -67 |
|  | 12.  | Barletta                  | 3  | 22 | 0  | 3 | 19 | 13 | 102 | -89 |

Legenda:
      Promossa in Serie A2
      Retrocessa in Serie C
Note:
Tre punti a vittoria, uno a pareggio, zero a sconfitta.

## Girone E

### Squadre partecipanti
| Club                       | Città                   | Stagione 2005-2006      |
| -------------------------- | ----------------------- | ----------------------- |
| A.S. Calciosmania          | Napoli                  | 6º posto in Serie B/E   |
| S.S.D. Colonna             | Colonna                 | in Serie C Lazio        |
| C.F. C.U.S. Cosenza        | Cosenza                 | 2º posto in Serie B/F   |
| S.S.D. Femm. Juve Stabia   | Castellammare di Stabia | in Serie C Campania     |
| S.S. Lazio C.F.            | Roma                    | 11º posto in Serie A2/A |
| A.S.D. C.F. Marsala        | Marsala                 | 8º posto in Serie B/F   |
| A.S.D. Femm. Pontecagnano  | Pontecagnano Faiano     | in Serie C Campania     |
| Pol. Pro Reggina 97        | Reggio Calabria         | 5º posto in Serie B/F   |
| G.S. Roma C.F.             | Roma                    | 4º posto in Serie B/F   |
| A.C. Salernitana Femminile | Salerno                 | 3º posto in Serie B/F   |
| Pol.Dil. S.Emidio          | Acireale                | in Serie C Sicilia      |
| U.C.F. Sezze               | Sezze                   | 12º posto in Serie A2/A |

### Classifica finale
|  | Pos. | Squadra        | Pt | G  | V  | N | P  | GF | GS | DR  |
|  | ---- | -------------- | -- | -- | -- | - | -- | -- | -- | --- |
|  | 1.   | Roma CF        | 63 | 22 | 21 | 0 | 1  | 87 | 18 | +69 |
|  | 2.   | Sezze          | 61 | 22 | 20 | 1 | 1  | 69 | 19 | +50 |
|  | 3.   | Calciosmania   | 43 | 22 | 14 | 1 | 7  | 61 | 33 | +28 |
|  | 4.   | Salernitana    | 37 | 22 | 11 | 4 | 7  | 35 | 29 | +6  |
|  | 5.   | Lazio CF       | 36 | 22 | 10 | 6 | 6  | 50 | 41 | +9  |
|  | 6.   | S.Emidio       | 33 | 22 | 10 | 3 | 9  | 33 | 34 | -1  |
|  | 6.   | Colonna        | 33 | 22 | 10 | 3 | 9  | 43 | 47 | -4  |
|  | 8.   | CUS Cosenza    | 25 | 22 | 8  | 1 | 13 | 50 | 49 | +1  |
|  | 9.   | Juve Stabia    | 20 | 22 | 5  | 5 | 12 | 29 | 51 | -22 |
|  | 10.  | Pontecagnano   | 19 | 22 | 6  | 1 | 15 | 29 | 52 | -23 |
|  | 11.  | Pro Reggina 97 | 8  | 22 | 2  | 2 | 18 | 17 | 72 | -55 |
|  | 12.  | Marsala        | 3  | 22 | 0  | 3 | 19 | 16 | 74 | -58 |

Legenda:
      Promossa in Serie A2
      Retrocessa in Serie C
Note:
Tre punti a vittoria, uno a pareggio, zero a sconfitta.

## Verdetti finali
- Brescia, Graphistudio Campagna, Cervia, Vis Francavilla Fontana e Roma promosse in Serie A2.
- Levante Chiavari 1919, Sarzanese, Spezia, Gruppo A, Brixen, Tenelo Club Rivignano, Siena, Julia Spello, Futsal Fabriano, Real Marsico, Girls Roseto, Barletta, Pontecagnano, Pro Reggina 97 e Marsala retrocesse nei rispettivi campionati regionali di Serie C.